# Comares
Comares es un municipio español de la provincia de Málaga, Andalucía, con el título de Marquesado, situado en las estribaciones de los Montes de Málaga a 703 metros sobre el nivel del mar. Comares es uno de los 31 pueblos que conforman la comarca de la Axarquía.
Conocido como el "Balcón de la Axarquía".
Limita: al N con el municipio de Riogordo al N, NE y E con Cútar, al S con el municipio de El Borge, al SO y O con el municipio de Málaga y al NO con el municipio de Colmenar.

## Geografía
El núcleo de población está situado en ligero declive, sobre la cresta de un monte escarpado, a 703 m de altitud. Dista 25 km de Vélez-Málaga y 39 km de Málaga.
El lugar está lleno de barrancos y caseríos y cortijos diseminados alrededor del monte.
Su punto más alto es el cerro de Mazmúllar (721 m).
Baña el término el río de la Cueva o Benamargosa, al que afluyen los arroyos Cútar, Fuente Delgada y Solano, secos en la mayor parte del año.
El agua para el abastecimiento del pueblo procede de las fuentes llamadas Delgá, Gorda, Caño Seco y Maroto.
La actividad económica principal es la agricultura (olivos, almendros), aunque en los últimos años está en auge el turismo rural.

### Clima
En esta localidad predomina el clima mediterráneo, el cual se caracteriza por tener unos inviernos templados y húmedos y unos veranos muy calurosos y secos. Debido a la sequedad, existen numerosos incendios producidos por arrojar materiales o hacer barbacoas que acaban en tragedias.

### Flora
La más característica de Comares y el resto de la comarca de La Axarquía son: la encina, el alcornoque, el piño piñonero y una gran variedad de matorrales y muchas plantas aromáticas como pueden ser el romero y el tomillo. Esta vegetación se caracteriza por su gran habilidad de adaptación al clima y por ser densa. Esta vegetación no es muy alta y permite el crecimiento de arbustos entre una planta y otra. Los matorrales que más se caracterizan son la jara, el tomillo y el romero. También hay especies vegetales, pero esta vez de cultivo como el olivo, el algarrobo y el almendro.

### Fauna
Los animales que se encuentran en este territorio son mamíferos como el conejo, liebres y otros roedores, también podemos encontrar erizos, zorros y aves como la Perdiz y algunos peces de El Estanque.

## Historia
El origen del nombre Comares se encuentra en el vocablo árabe Qumaris o Hins Comarix, que significa "Castillo en la altura". Pero Comares no fue fundada por los árabes, sino por los griegos focenses que arribaron a las costas de Málaga en el siglo VII a. C.
Debió ser ya una fortaleza musulmana desde el siglo VIII.
Se sabe también que fue uno de los baluartes defensivos de Omar Ben Hafsun en su lucha contra los omeyas cordobeses, por considerarlo como uno de los puntos estratégicos de la Rayya (Archidona), entonces capital de la taha de Málaga.
Al ser vencido Omar Ben Hafsun por Abderramán III, este se apresuró a ocupar los castillos de Comares y Santo Pitar.
El día 29 de abril de 1487 Comares se rendía a las tropas cristianas, siendo nombrado alcalde Pedro de Cuéllar, que sucedió al último alcaide moro, llamado Mohammed el Jabis. Las crónicas relatan que en el Castillo de Comares cabían unas 15.000 almas y que fue conocido como una fortaleza cuadrada.
Los vecinos de Comares recibieron determinados privilegios que propició la convivencia pacífica con los nuevos pobladores cristianos, rota al sentirse los primeros cada vez más oprimidos y despojados de sus pertenencias, haciendo intervenir al entonces alcaide de Comares, Francisco de Coalla.
Por real cédula de 20 de diciembre de 1512, la reina Juana I de Castilla autorizó a don Diego Fernández de Córdoba, alcaide de los Donceles, el trueque de la villa y fortaleza de Sedella por la de Comares, naciendo así el marquesado del mismo nombre.
Durante la invasión napoleónica, Comares, como otros pueblos de la Axarquía, luchó tenazmente contra los franceses, que no pudieron someter al pueblo.
A finales del siglo XIX, la filoxera barrió los campos de viñas del término municipal.
Durante el siglo XX, Comares ha visto cómo su población ha ido disminuyendo, al igual que varios pueblos de la zona.
Es de destacar el auge de la población extranjera en los últimos años.

## Geografía humana

### Demografía
Cuenta con una población de 1346 habitantes (INE 2024).
| Gráfica de evolución demográfica de Comares entre 1842 y 2021                                                         |
| |
| Población de derecho según los censos de población del INE. Población de hecho según los censos de población del INE. |

| Nacionalidad | Hombres | Mujeres | Total | %     | Proporción |
| ------------ | ------- | ------- | ----- | ----- | ---------- |
| Española     | 449     | 355     | 804   | 60.9% |            |
| Extranjera   | 258     | 258     | 516   | 39.0% |            |

### Transporte público
Comares no está integrado formalmente en el Consorcio de Transporte Metropolitano del Área de Málaga, aunque la siguiente línea de autobús interurbano opera en su territorio:
| Línea | Trayecto             | Información        |
| ----- | -------------------- | ------------------ |
| M-360 | Málaga-Olías-Comares | Horarios y Paradas |

### Economía

#### Evolución de la deuda viva municipal
El concepto de deuda viva contempla sólo las deudas con cajas y bancos relativas a créditos financieros, valores de renta fija y préstamos o créditos transferidos a terceros, excluyéndose, por tanto, la deuda comercial.
| Gráfica de evolución de la deuda viva del Ayuntamiento de Comares entre 2008 y 2023                |
| |
| Deuda viva del Ayuntamiento de Comares, en miles de euros, según datos del Ministerio de Hacienda. |

## Política y Administración

### Resultado de las elecciones municipales de 2023
| Candidatura     | Candidatura                              | Votos | %                               | Escaños                         |
| --------------- | ---------------------------------------- | ----- | ------------------------------- | ------------------------------- |
|                 | Partido Popular (PP)                     | 326   | 45,92                           | 4                               |
|                 | Avanza Comares (AVCM)                    | 300   | 42,25                           | 4                               |
|                 | Partido Socialista Obrero Español (PSOE) | 81    | 11,41                           | 1                               |
| Votos en blanco | Votos en blanco                          | 3     | 0,42                            | n/a                             |
| Votos válidos   | Votos válidos                            | 710   | 100                             | 9                               |
| Votos nulos     | Votos nulos                              | 5     | Participación: \| \| 83,04 % \| | Participación: \| \| 83,04 % \| |
| Votantes        | Votantes                                 | 715   | Participación: \| \| 83,04 % \| | Participación: \| \| 83,04 % \| |
| Electores       | Electores                                | 861   | Participación: \| \| 83,04 % \| | Participación: \| \| 83,04 % \| |
|                 | 83,04 %                                  |       |                                 |                                 |

## Monumentos
- Aljibe de Mazmúllar

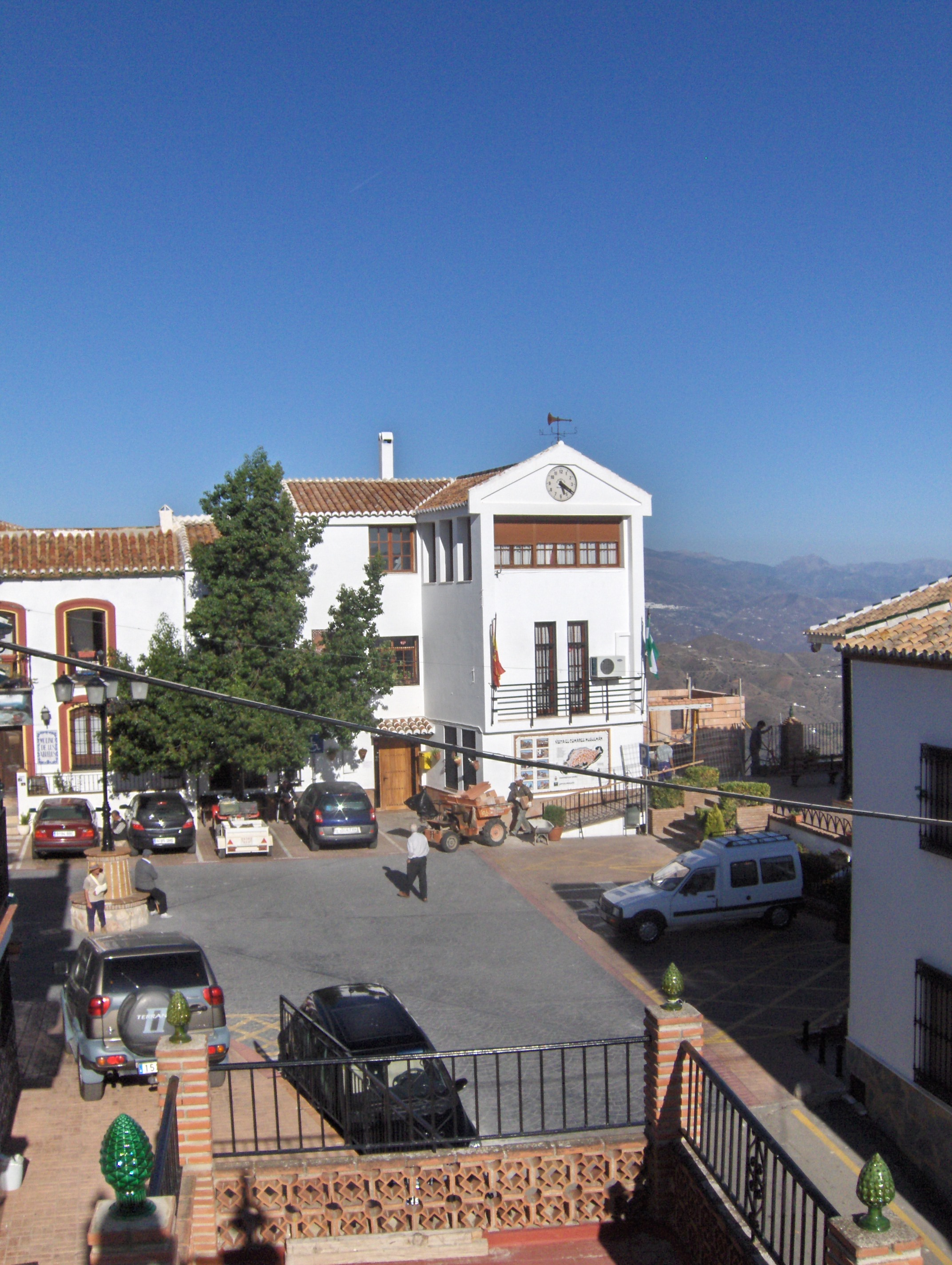
Casa consistorial

- Restos arqueológicos de la Meseta de Mazmúllar, del siglo XI.
- Iglesia de la Encarnación, del siglo XVI.
- Aljibe árabe ubicado en el recinto del cementerio
- Torre de Homenaje de la antigua alcazaba árabe y restos de murallas
- Arcos árabes en la inmediación de la plaza Verdiales
- Restos de murallas o coracha de defensa de la Fuente Gorda.

## Fiestas
- 13 de enero: San Hilario de Poitiers
- 23-24 de agosto: Fiestas

## Gastronomía
Los típicos platos andaluces son el gazpachuelo y la sopa de puchero. El vino dulce de Comares, conocido en la antigüedad (según antiguos escritos, exportado en la época del Califato de Córdoba a la Corte de Bagdad) es otro de sus principales reclamos. Productos derivados del cerdo conforman en su mayoría los embutidos de la zona. Por último, las migas, parecidas a las que se elaboran en Toledo, eran y son el consistente plato invernal de los trabajadores del campo.